# Albin Lesky
Albin Lesky (Graz, 7 luglio 1896 – Innsbruck, 28 febbraio 1981) è stato un filologo classico e grecista austriaco.
Fu professore di letteratura greca all'Università di Vienna dal 1949 al 1967 e per alcuni anni rettore della stessa università.

## Biografia

### Formazione e carriera accademica
Dopo aver studiato filologia classica, ottenne nel 1924 la prima docenza. Nel 1932 venne nominato professore straordinario di filologia greca all'Università di Vienna per essere chiamato, nel 1934, all'Università di Innsbruck. Nel 1949 fa ritorno a Vienna, dove insegnerà fino al raggiungimento dei limiti d'età nel 1967. Dal 1963 al 1964 fu anche rettore dell'università.

### Campi di studio
Uno dei temi privilegiati su cui focalizzò la propria ricerca è stata l'epica greca, considerata nei suoi rapporti con il mito. I suoi lavori sulla tragedia diventeranno dei classici della filologia. Di notevole pregio è la sua Storia della letteratura greca, tradotta in numerose lingue, nella cui redazione Lesky "unisce precisione di dati ad ampiezza di prospettive"
Lesky ha contribuito alla revisione dell'enciclopedia Pauly-Wissowa con numerosi articoli, tra cui la voce Homeros, e si è prodotto come autore di studi sulla ricezione storica di Omero, ma anche come autore di ricerche sulla Lineare B.

### Affiliazioni e riconoscimenti
Nel 1950 divenne membro ordinario dell'Accademia Austriaca delle Scienze, istituzione di cui fu vicepresidente dal 1963 al 1969 e presidente dal 1969 al 1970.
Tra le sue affiliazioni scientifiche va ricordata quella di membro corrispondente dell'Istituto Archeologico Germanico in Roma.
Per i suoi meriti scientifici Lesky ha ricevuto varie onorificenze e lauree honoris causa, in particolare dall'Università di Innsbruck, da quelle di Atene, Gand, Glasgow, oltre che il titolo di Diplomatus h.c. rerum politicarum dall'Università di Graz.

## Opere
- 1918 Strom ohne Brücke, Graz: Leykam.
- 1925 Alkestis, der Mythus und das Drama, Wien: Hölder-Pichler-Tempsky.
- 1938 Die griechische Tragödie, Stuttgart: Kröner.
- 1943 Der Kosmos der Choephoren, Wien: Hölder-Pichler-Tempsky.
- 1946 Humanismus als Erbe und Aufgabe, Innsbruck: Rauch.
- 1946 Erziehung, Innsbruck: Tyrolia.
- 1947 Thalatta, Wien: Rohrer.
- 1951 Die Maske des Thamyris, Wien: Rohrer.
- 1952 Sophokles und das Humane, Wien: Rohrer.
- 1952 Die Homerforschung in der Gegenwart, Wien: Sexl.
- 1954 Die Entzifferung von Linear B, Wien: Rohrer.
- 1956 Die tragische Dichtung der Hellenen, Göttingen: Vandenhoeck & Ruprecht.
- 1957 Geschichte der griechischen Literatur, Bern: Francke.
- 1961 Göttliche und menschliche Motivation im homerischen Epos, Heidelberg: Winter.
- 1967 Homeros, Stuttgart: Druckenmüller.
- 1967 Herakles und das Ketos, Wien: Österreichische Akademie der Wissenschaften.
- 1966 Gesammelte Schriften, Bern: Francke.
- 1976 Vom Eros der Hellenen, Göttingen: Vandenhoeck & Ruprecht.

### Opere tradotte in italiano
- La poesia tragica dei Greci (Die tragische Dichtung der Hellenen, Gottinga, 1972), edizione a cura di V. Citti, trad. P. Rosa, Collezione di Testi e di Studi, Bologna, Il Mulino, 1996,  p. 824, ISBN 88-15-05485-5.
- Storia della letteratura greca (Geschichte der Griechischen Literatur), traduzione di Fausto Codino riveduta da Gherardo Ugolini, introduzione di Diego Lanza, prefazione di Federico Condello, Collana La Cultura, Milano, Il Saggiatore, 2016  [1962-2005 (3 volumi: I. Dagli inizi a Erodoto; II. Dai Sofisti all'età di Alessandro; III. L'Ellenismo)],  p. 1275, ISBN 978-88-428-2289-9.

## Riconoscimenti
- 1959 Wilhelm-Hartel-Preis dell'Österreichische Akademie der Wissenschaften
- 1964 Österreichisches Ehrenzeichen für Wissenschaft und Kunst
- 1966 Purkyne-Medaille dell'Università di Brno
- 1970 Preis der Stadt Wien
- 1972 Ehrenring der Stadt Wien
- 1973 Hansischer Goethepreis

## Onorificenze

### Onorificenze austriache
1959 - Premio Wilhelm Hartel